# 信濃川 (愛知県)
信濃川（しなのがわ）は、愛知県知多半島を流れる二級河川。

## 地理
愛知県知多市中部の丘陵地にある愛知用水の調整池である人造湖・佐布里池を水源として北に流れ、知多市の市街地東側を流れて東海市との市境付近で野崎川、東海市に入って横須賀新川と合流して伊勢湾に注ぐ。流路延長は約5.9km、流域面積は約12km2。
川幅や勾配は、二級河川上流端から知多市阿原の阿原橋付近までの上流部が10mで1/300程度、横須賀新川合流点までの中流部が20mで1/1000程度、以下河口までの下流部が30mで1/1500程度。
流域の地形は上中流部が丘陵地、下流部が低平地が広がる。地質は知多半島の丘陵地に広く分布する第三期常滑累層が基盤となっており、河川沿いの低平地は沖積層に覆われている。

## 主な支流
二級河川と準用河川を下流側から順に記載する。
| 河川       | よみ             | 次数    | 種別              | 管理者        | 主な経過地     | 河川延長 （km） | 備考 |
| ---------- | ---------------- | ------- | ----------------- | ------------- | -------------- | --------------- | ---- |
| 信濃川     | しなのがわ       | 本川    | 二級河川          | 愛知県        | 東海市、知多市 | 5.9             |      |
| 横須賀新川 | よこすかしんかわ | 1次支川 | 二級河川 準用河川 | 愛知県 東海市 | 東海市、知多市 | 1.2             |      |
| 野崎川     | のざきがわ       | 1次支川 | 準用河川          | 知多市        | 知多市         | 3.8             |      |